# Bezikovo
Bezikovo (macedónul: Безиково) település Észak-Macedóniában, a Keleti körzetben, Kocsani községben.

## Népesség
| Lakosok száma | 392  | 625  | 469  | 352  | 146  | 33   | 30   | 8    | 2    |
|               | 1948 | 1953 | 1961 | 1971 | 1981 | 1991 | 1994 | 2002 | 2021 |

2002-ben 8 lakosa volt, akik mindannyian macedónok.